# Acacia fulgens
Acacia fulgens é uma espécie de leguminosa do gênero Acacia, pertencente à família Fabaceae.